# Ločnik, Gorica
Ločnik (italijansko Lucinico, furlansko Lucinîs, vzhodno-furlansko Luzinìs, nemško Lutschineick) je mestna četrt Gorice in občina Furlanije - Julijske krajine, ki leži kilometer daleč od mestnega središča.
V Ločniku živi 3.540 prebivalcev (10 % občanov) in 1.204 hektarjev (30 % občinskega ozemlja). Leži na desnem bregu Soče, skupaj s Podgoro, Pevmo, Štmavrom in Oslavjem. Je edina četrt znotraj občine, kjer se redno govori furlansko in so ohranjene furlanske tradicije.

## Geografska lega
Ločnik se nahaja v furlanski nižini, na zahodnem pobočju griča Kalvarija, 5 km vzhodno od Gorice.

## Zgodovina
Ime je morda rimskega izvora, zdi se, da izhaja po Liciniju, ki je bil lastnik ville rustice v bližini središča, zagotovo naseljene med 2. in 4. stoletjem po Kr. soseska.
Z vstopom Italije v prvo svetovno vojno 24. maja 1915 se je Ločnik nenadoma znašel na frontni črti. Kraj namreč stoji v bližini griča Kalvarija, majhne vzpetine, ki jo je Avstro-Ogrska spremenila v eno od vkopanih mest utrjene obrambne linije Gorice. Da bi onemogočili morebitno opazovalno točko, so avstrijski inženirji razstrelili zvonik cerkve Svetega Jurija. 9. in 10. junija 1915 je kraj močno bombardiralo italijansko topništvo. Med ruševinami kraja se je Avstro-Ogrska z ostro obrambo zoperstavila napredovanju italijanske vojske. Po avstro-ogrskemu umiku in se umaknili na utrjene črte Kalvarije, so v naslednjih mesecih uspeli zdržati vse italijanske ofenzive in jim onemogočiti dostop do Gorice.
Ločnik je ostal na prvi črti do šeste soške bitke avgusta 1916, ko so italijanske čete osvojile Kalvarijo in Sabotin ter zavzele Gorico. Ob koncu spopada je bila dežela popolnoma uničena.
Ločnik je bil avtonomna občina do leta 1927, ko je bil vključen v občino Gorica. Tu je bil med drugo svetovno vojno  štab partizanskih bataljonov, ki so pomembno prispevali k osvoboditvi območja izpod nacistov.